# Grand Prix Bahrajnu 2004
Grand Prix Bahrajnu 2004 (oficiálně I Gulf Air Bahrain Grand Prix) se jela na okruhu Bahrain International Circuit v Sachíru v Bahrajnu dne 4. dubna 2004. Závod byl třetím v pořadí v sezóně 2004 šampionátu Formule 1.

## Výsledky
| Poř.   | Jezdec               | Vůz             | Čas         |
| ------ | -------------------- | --------------- | ----------- |
| 1      | Michael Schumacher   | Ferrari F2004   | 1:28'34.875 |
| 2      | Rubens Barrichello   | Ferrari F2004   | +0:01:367   |
| 3      | Jenson Button        | BAR 006         | +0:26:687   |
| 4      | Jarno Trulli         | Renault R 24    | +0:32:214   |
| 5      | Takuma Sató          | BAR 006         | +0:52:460   |
| 6      | Fernando Alonso      | Renault R 24    | +0:53:156   |
| 7      | Ralf Schumacher      | Williams FW26   | +0:58:155   |
| 8      | Mark Webber          | Jaguar R5       | +1 kolo     |
| 9      | Olivier Panis        | Toyota TF 104   | +1 kolo     |
| 10     | Cristiano da Matta   | Toyota TF 104   | +1 kolo     |
| 11     | Giancarlo Fisichella | Sauber C 23     | +1 kolo     |
| 12     | Felipe Massa         | Sauber C 23     | +1 kolo     |
| 13     | Juan Pablo Montoya   | Williams FW26   | +1 kolo     |
| 14     | Christian Klien      | Jaguar R5       | +1 kolo     |
| 15     | Nick Heidfeld        | Jordan EJ 14    | +1 kolo     |
| 16     | Giorgio Pantano      | Jordan EJ 14    | +2 kola     |
| 17     | Gianmaria Bruni      | Minardi PS 04 B | +5 kol      |
| Kolo   | Odstoupili           | Odstoupili      | Odstoupili  |
| 50     | David Coulthard      | McLaren MP 4/19 | Pneumatiky  |
| 44     | Zsolt Baumgartner    | Minardi PS 04 B | Motor       |
| 7      | Kimi Räikkönen       | McLaren MP 4/19 | Motor       |
| Zdroj: |                      |                 |             |

### Nejrychlejší kolo
- Michael SCHUMACHER Ferrari 	1:30.252 - 216.075 km/h

### Vedení v závodě
- 1-9 kolo Michael Schumacher
- 10 kolo Rubens Barrichello
- 11 kolo Jenson Button
- 12-24 kolo Michael Schumacher
- 25-27 kolo Rubens Barrichello
- 28-41 kolo Michael Schumacher
- 42-43 kolo Rubens Barrichello
- 44-57 kolo Michael Schumacher

### Postavení na startu
- Červeně – výměna motoru / posunutí o 10 příček na startu
- Modře – startoval z boxu

| 1. řada  | 1                    | 2                  |
| -------- | -------------------- | ------------------ |
| 1. řada  | Michael Schumacher   | Rubens Barrichello |
| 1. řada  | Ferrari              | Ferrari            |
| 1. řada  | 1'30.139             | 1'30.530           |
| 2. řada  | 3                    | 4                  |
| 2. řada  | Juan Pablo Montoya   | Ralf Schumacher    |
| 2. řada  | Williams             | Williams           |
| 2. řada  | 1'30.581             | 1'30.633           |
| 3. řada  | 5                    | 6                  |
| 3. řada  | Takuma Sato          | Jenson Button      |
| 3. řada  | BAR                  | BAR                |
| 3. řada  | 1'30.827             | 1'30.856           |
| 4. řada  | 7                    | 8                  |
| 4. řada  | Jarno Trulli         | Olivier Panis      |
| 4. řada  | Renault              | Toyota             |
| 4. řada  | 1'30.971             | 1'31.686           |
| 5. řada  | 9                    | 10                 |
| 5. řada  | Cristiano da Matta   | David Coulthard    |
| 5. řada  | Toyota               | McLaren            |
| 5. řada  | 1'31.717             | 1'31.719           |
| 6. řada  | 11                   | 12                 |
| 6. řada  | Giancarlo Fisichella | Christian Klien    |
| 6. řada  | Sauber               | Jaguar             |
| 6. řada  | 1'31.731             | 1'32.332           |
| 7. řada  | 13                   | 14                 |
| 7. řada  | Felipe Massa         | Mark Webber        |
| 7. řada  | Sauber               | Jaguar             |
| 7. řada  | 1'32.536             | 1'32.625           |
| 8. řada  | 15                   | 16                 |
| 8. řada  | Giorgio Pantano      | Fernando Alonso    |
| 8. řada  | Jordan               | Renault            |
| 8. řada  | 1'34.105             | 1'34.130           |
| 9. řada  | 17                   | 18                 |
| 9. řada  | Gianmaria Bruni      | Nick Heidfeld      |
| 9. řada  | Minardi              | Jordan             |
| 9. řada  | 1'34.584             | 1'33.506           |
| 10. řada | 19                   | 20                 |
| 10. řada | Zsolt Baumgartner    | Kimi Räikkönen     |
| 10. řada | Minardi              | McLaren            |
| 10. řada | 1'35.787             | –                  |
| Zdroj:   |                      |                    |

### Zajímavosti
- Jednalo se o 716. Grand Prix.
- Michael Schumacher zaznamenal 73. vítězství.
- Frenando Alonso startoval ve své 36 GP, ale pro jeho vlast, Španělsko to byla 150 GP.
- David Coulthard nastoupil ke své 160 GP.
- Ferrari získalo 170 vítězství a 170 nejrychlejší kolo.
- Jaguar jel 70 GP a získal 1 bod čímž zaokrouhlil bodový zisk na 40 bodů.
- Takuma Sato získal pro Japonsko 4 body a doplnil tak stav do 40.
- Motor Honda stál na startu 255 Grand Prix